# Teratyn

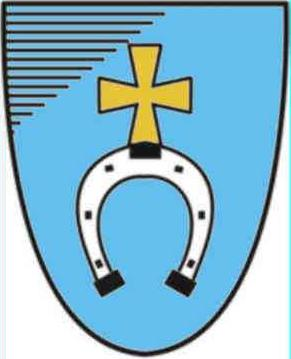
Nieoficjalny herb wsi Teratyn

Teratyn – wieś w Polsce położona w województwie lubelskim, w powiecie hrubieszowskim, w gminie Uchanie.
| SIMC    | Nazwa   | Rodzaj     |
| ------- | ------- | ---------- |
| 1026639 | Wojnowe | przysiółek |

W latach 1975–1998 miejscowość administracyjnie należała do województwa zamojskiego. 
Wieś stanowi sołectwo gminy Uchanie. Według Narodowego Spisu Powszechnego z roku 2011 wieś liczyła 391 mieszkańców i była piątą co do liczby ludności miejscowością gminy.
Wieś jest siedzibą rzymskokatolickiej parafii św. Stanisława.

## Historia
Pierwsza wzmianka o Teratynie pochodzi z 1429 r.  Był wówczas miastem, założonym na prawie magdeburskim. Rozwój umożliwiało mu położenie na skrzyżowaniu ważnych szlaków handlowych Lublin-Włodzimierz oraz Chełm-Bełz. W 1462 r. król Kazimierz Jagiellończyk nadał miasto Jakubowi i Mikołajowi Koniecpolskim za ich zasługi podczas wojny trzynastoletniej z Zakonem Krzyżackim. Jan Koniecpolski (syn Mikołaja) – sędzia ziemski lubelski, właściciel (ok. 1651 roku) Teratyna, rozbudował tu swój dwór obronny.
Prawdopodobnie wskutek powstania pobliskich Uchań w 1484 r. oraz najazdów Tatarów w latach 1621–1624 r. Teratyn stracił prawa miejskie w 1629 r. Pozostałością po miejskiej przeszłości jest rynek w centrum wsi z odchodzącymi czterema ulicami z narożników. Od XVI wieku istniał tu murowany dwór, od 1845 r. karczma, a od 1880 r. murowana cerkiew, wzniesiona na miejscu starszej, drewnianej, z XVIII w., przemieniona w 1947 r. na kościół rzymskokatolicki, w którym znajduje się słynący cudami obraz Matki Boskiej Zaturskiej, pochodzący z Zaturzec na Wołyniu. We wsi znajdują się ponadto cmentarze grzebalne: rzymskokatolicki (czynny, założony w 1948) i prawosławny (nieczynny, użytkowany do 1947).
W sierpniu 1972 wieś wizytował Edward Gierek.

## Ludzie
- Bazyli Martysz także Wasyl Martysz (ur. 21 lutego 1874, zm. 4 maja 1945) – prawosławny duchowny, protoprezbiter, naczelny kapelan wyznania prawosławnego Wojska Polskiego, święty męczennik.
- Aleksander Harasowski (ur. 10 czerwca 1872, zm. 28 lutego 1945) – polski lekarz, doktor wszech nauk lekarskich Uniwersytetu Jagiellońskiego, autor poradnika medycznego, dyrygent Krakowskiego Chóru Akademickiego.